# 户部司
户部司，户部官署名称，为户部四司之一。
西魏始置民部司，隋朝设侍郎、员外郎各一员。大业三年（607年），改为民部郎、民部承务郎。唐朝武德三年（620年）正副官员改为民部郎中、民部员外郎。贞观二十三年（649年），唐高宗为唐太宗李世民避讳，改民部司为户部司，户部郎中从五品上，户部员外郎从六品上。管理全国户口籍帐、土田、赋役、蠲复、婚姻的政令。龙朔二年（662年）改为司元司，正副官员改为司元大夫、司元员外郎。咸亨元年（670年），恢复户部司的旧名。光宅元年（684年）改为地官司，正副官员改为地官郎中、地官员外郎。神龙元年（705年），恢复户部司的旧名。唐朝中期以后，职权渐渐被诸使所夺。宋朝作为直属户部的郎中、员外郎，不设户部司。